# Sören Thunell
Sören Helmer Thunell, född 31 maj 1939 i Kolsva församling, död 23 november 2011, var en svensk tidningsman.
Efter realexamen i Köping studerade Thunell vid Brunnsviks folkhögskola och blev 1959 ombudsman i Uppsala arbetarekommun, 1969 informationssekreterare vid Socialdemokraternas partistyrelse och 1983 pressekreterare hos dåvarande statsministern Olof Palme. Åren 1978–1996 var han chefredaktör för Hälsingekuriren i Söderhamn. Han var ledamot av Radionämnden 1982–1983, av Kabelnämnden 1989–1994 och av Presstödsnämnden sedan 1994. Han var under en period även ordförande i A-pressens chefredaktörsförening. Han blev 1996 pressråd på Sveriges ambassad i Oslo och därefter generalkonsul i Mariehamn. Han pensionerades 2002, varefter han åter bosatte sig i Kolsva.
Thunell ledde den 2004 tillsatta pressutredning som i januari 2006 lämnade betänkandet Mångfald och räckvidd (SOU 2006:8), vilket i juni samma år resulterade i riksdagsbeslut om nytt och förstärkt statligt presstöd. Efter att makan Gerd avlidit 2008 inledde han en relation med Anna-Greta Leijon, som under de sista åren var hans närmaste.